# Altpersische Sprache
Unter Altpersisch versteht man eine altiranische Sprache, die als offizielle Hof- und Familiensprache des Perserreichs der Achaimenidenherrscher in Inschriften aus der Zeit von Dareios  I. bis Artaxerxes III. bezeugt ist. Sie verkörpert ein Altstadium der späteren mittelpersischen und neupersischen Sprache. Zudem ist es die früheste durch zeitgenössische Originalzeugnisse belegte indoiranische Sprache (während Vedisch und Avestisch zwar altertümlicher sind, aber erst durch jüngere Handschriften dokumentiert sind).
Bislang ging man davon aus, dass Altpersisch ausschließlich in königlichen Inschriften, sowie für religiöse Zwecke und für Hoheitszeichen benutzt wurde. Der Fund einer altpersischen Tontafel aus Persepolis, die seit 1937 in Chicago lagert, zeigte, dass die Sprache wohl auch in Ausnahmefällen in der Verwaltung benutzt wurde.
Im Unterschied zu den jüngeren Sprachstufen des Persischen hat das Altpersische eine formal vielfältigere Grammatik mit bis zu sieben Kasus, drei Genera und drei Numeri. Das Konjugationssystem ist gegenüber dem altertümlicheren Avestischen jedoch schon vereinfacht: Das Altpersische hat keine Differenzierung von Imperfekt, Aorist und Perfekt mehr, sondern kennt nur noch ein Präteritum.
Geschrieben wurde das Altpersische in einer eigenen Form der persischen Keilschrift, die mit der mesopotamischen Keilschrift nur äußerlich durch ihre Zeichenformen verwandt ist. Es handelt sich dabei um eine rechtsläufige Silbenschrift mit Silben der Form V (Vokal a, i, u) und KV (Konsonant-Vokal). Überliefert sind fast ausschließlich Monumentalinschriften auf Felsen oder Gebäuden. Meist steht neben der altpersischen Version noch eine elamische und eine babylonische.

## Zeugnisse der altpersischen Sprache

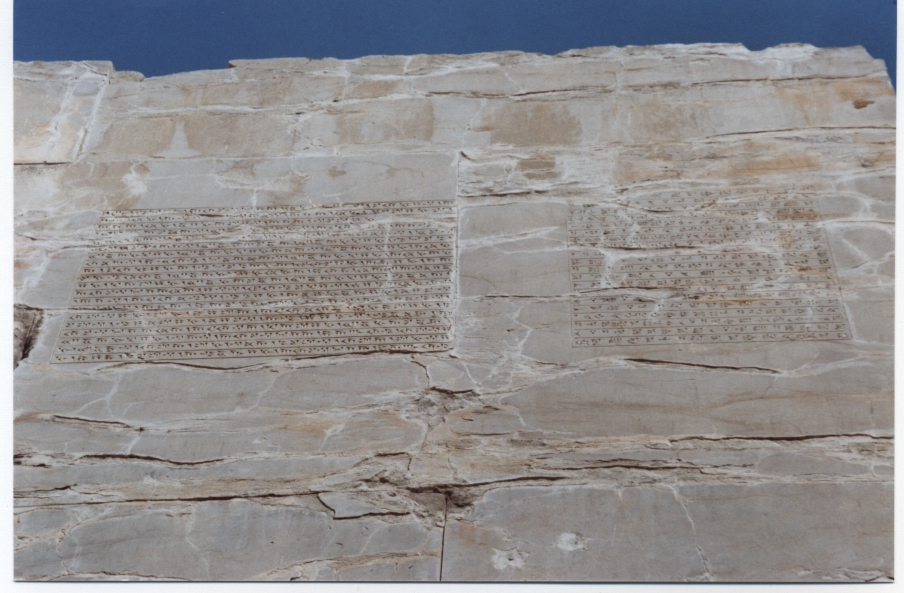
Inschriften des Xerxes

Die ersten Zeugnisse des Altpersischen sind die achämenidischen Inschriften auf verschiedenen Materialien, meist Stein, vom 6. bis 4. Jahrhunderts v. Chr., insbesondere die von Dareios I. und dessen Sohn Xerxes verfassten. Am bedeutendsten ist die Behistun-Inschrift (Dareios) in Bisotun, gefolgt von der nach den vorzoroastrischen Gottheiten der Daeva benannten Daeva-Inschrift (Xerxes) in Persepolis. (Xerxes hatte möglicherweise den Tempel der vorzoroastrischen Gottheiten, wahrscheinlich aber nicht den Marduk-Tempel oder andere Heiligtümer in Babylon, zerstören lassen).

## Bemerkungen zur Grammatik

### Substantive

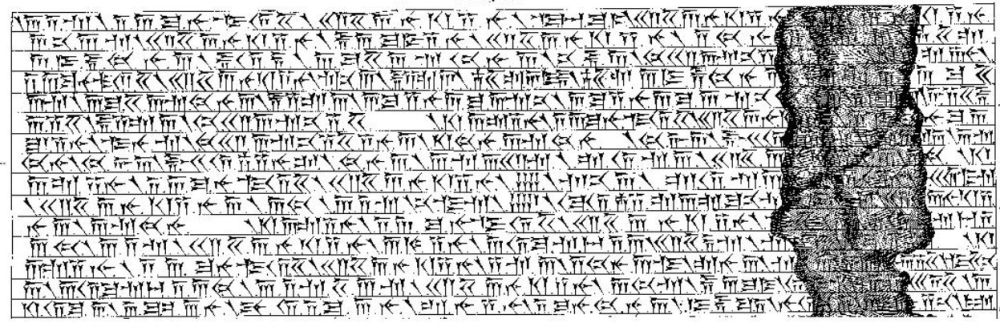
Darstellung der ersten Spalte der Behistun-Inschrift

Das Altpersische besitzt die Numeri Singular, Plural und einige Formen des Duals, die Genera Maskulinum, Femininum, Neutrum und sechs Kasus: Nominativ, Genitiv/Dativ, Akkusativ, Instrumentalis/Ablativ, Lokativ und Vokativ. Die aus dem Indogermanischen ererbten Fälle Genitiv und Dativ fallen im Altpersischen zusammen, ebenso Ablativ und Instrumental. Es gibt mehrere Deklinationsklassen: a-Deklination (-a, -ā), i-Deklination,
u-(bzw. au-) Deklination sowie die konsonantische Deklination.
| Numerus und Kasus     | a-Deklination | a-Deklination | a-Deklination | i/u-Deklination | i/u-Deklination | i/u-Deklination |
| Numerus und Kasus     | mask.         | fem./(mask.)  | neutr.        | mask./fem.      | neutr.          |                 |
| --------------------- | ------------- | ------------- | ------------- | --------------- | --------------- | --------------- |
| Sg. Nom.              | -a            | -ā            | -am           | -iš/-uš         | -iy/-uv         |                 |
| Sg. Gen.              | -ahyā, -ahya  | -āyā          | -             | -aiš/-auš       | -               |                 |
| Sg. Akk.              | -am           | -ām           | -am           | -im/-um         | -iy/-uv         |                 |
| Sg. Instr./Abl.       | -ā            | -āyā          | -ā            | -auš/-auv       |                 |                 |
| Sg. Lok.              | -aiy          | -āyā          | -             | -auv/-āvā       | -auv/-avā/-uvā  |                 |
| Sg. Vok.              | -ā            |               |               |                 |                 |                 |
| Pl. Nom.              | -ā, -āha      | -ā            | -ā            | -iya            | -               |                 |
| Pl. Gen.              | -ānām         | -ānām         | -             | -/-ūnām         | -               |                 |
| Pl. Akk.              | -ā            | -ā            | -ā            | -iš             |                 |                 |
| Pl. Instr.            | -aibiš        | -             | -             |                 |                 |                 |
| Pl. Lok.              | -aišuvā       | -āuvā         | -             |                 |                 |                 |
| Dual Nom./Akk.        | -ā            |               |               | -īy             |                 |                 |
| Dual Instr./Abl./Dat. | -aibiyā       |               |               | -ībiyā          |                 |                 |
| Dual Gen./Lok.        | -āyā          |               |               | -īyā            |                 |                 |

Adjektive werden auf gleiche Weise dekliniert.

### Adjektive
können gesteigert werden:
A) Komparativ: -tara-, -θara- und -iyah-
B) Superlativ: -tama-, -išta-

### Personalpronomen
| Person | Singular | Plural |
| ------ | -------- | ------ |
| 1.     | adam     | vayam  |
| 2.     | tuvam    | –      |
| 3.     | hauv     | –      |

### Verben
Das Altpersische besitzt die Tempora Präsens, Perfekt, Imperfekt und Aorist, die Modi Indikativ, Konjunktiv/Subjunktiv, Optativ, Imperativ und Injunktiv sowie die Diathese Aktiv und Medium (them. präs. -aiy-, -ataiy-) [Passiv (-ya-)].
Bezeugt sind meist nur 1. und 3. Person. Einzig bezeugte verbale Dualform ist ajīvatam „beide lebten“.
| Person   | athematisch | thematisch |
| -------- | ----------- | ---------- |
| Beispiel | „sein“      | „bringen“  |
| 1. Sg.   | ahmiy       | barāmiy    |
| 3. Sg.   | astiy       | baratiy    |
| 1. Pl.   | ahmahiy     | barāmahiy  |
| 3. Pl.   | hatiy       | baratiy    |

Das Präteritum besitzt ein Augment.
| Person   | athematisch | thematisch |
| -------- | ----------- | ---------- |
| Beispiel | „tun“       | „werden“   |
| 1. Sg.   | akunavam    | abavam     |
| 3. Sg.   | akunauš     | abava      |
| 1. Pl.   | akumā       | abavāmā    |
| 3. Pl.   | akunava     | abava      |

Es gibt vier Partizipien:
- Partizip Präsens Aktiv: aktiv -nt-
- Partizip Präsens Medium: -amna-.
- Partizip Perfekt Passiv: passiv -ta- / -na-
- Partizip Futur Passiv: -ata-

Bildung des Infinitivs: -tanaiy z. B. in “utādiš atāvayam bartanaiy” (DNb 46f, deutsch: „und ich hatte die Kraft aufzubringen“).

## Die persische Keilschrift
Die altpersischen Inschriften sind in einer Silbenschrift geschrieben, d. h. jedes niedergeschriebenes Zeichen beinhaltet einen Vokal oder einen Konsonanten mit einem Vokal. Der Zeichensatz besteht aus 36 Zeichen (3 Vokalzeichen, 22 Konsonanten-a-Zeichen, 4 Konsonanten-i-Zeichen, 7 Konsonanten-u-Zeichen). Zusätzlich beinhaltet die Schrift 5 Ideogramme, eine Ligatur eines Ideogramms als auch Fallsuffixe, Trennzeichen und Numerale. In Wörterbüchern findet sich die folgende Sortierung: a i u k x g c j t θ ç d n p f b m y r l v s š z h.

## Beispielsätze
“θātiy Dārayavahauš xšāyaθiya vazrka xšāyaθiya xšāyaθiyānam xšāyaθiya dahyūvnām”

„Es kündet König Dareios, der Große, König der Könige, König der Länder.“

“adam Dārayavahauš Pārsa Ariya Ariya-ciça”

„Ich bin Dareios, Perser, ein Arier, von arischem Stamm.“

“ima xšaçam hacā Sakaibiš tayaiy para Sugdam amata yātā ā Kūšā hacā Hidauv amata yātā ā Spardā tayamaiy Auramazdā frābara haya maθišta bagānām”

„Dieses Reich (Persien) von den Skythen, die hinter Sogdien wohnen, von dort bis nach Äthiopien und von Indien bis nach Sparda gab mir Auramasda, welcher der größte unter den Göttern ist.“